# 迎駕劇
迎駕劇（英文：Royal entry），起源於古羅馬的凱旋式，最初為慶祝凱旋歸來的儀式。
於1283年，倫敦迎接愛德華一世征服蘇格蘭而舉行演出。那時候，演戲時在城口搭戲台。開始時有1個，後來增加至6個，途中戲台無固定需要設立幾個。當有迎接儀式時，入口就有預定路線，到教堂彌撒，表演劇種通常屬於神話傳說、寓言故事、歷史故事、由故事敘述來書寫一篇演講詩篇。內容多半強調歌功頌德，故事演出的每一站內容均獨立，但是主題一定相同。
- 演出多半接在室外，高台布景漂亮精緻。
- 演員對話少，演出的形式上多半以肢體為主。
- 舞台上多半由服裝、化妝、演員精緻的扮相吸引觀眾，故又稱「話畫」。
- 看戲的地方都可以是觀眾席，陽台也可給別人看戲。
- 花費較多，故不定期，所以為特別預算，當地政府、行會負擔。

## 特色
- 迎接讚美對象為隨行重要官員
- 劇本由大詩人、大劇作家創作